# Cuscuta epilinum
Cuscuta epilinum là một loài thực vật có hoa trong họ Bìm bìm. Loài này được Weihe mô tả khoa học đầu tiên năm 1824.

## Hình ảnh

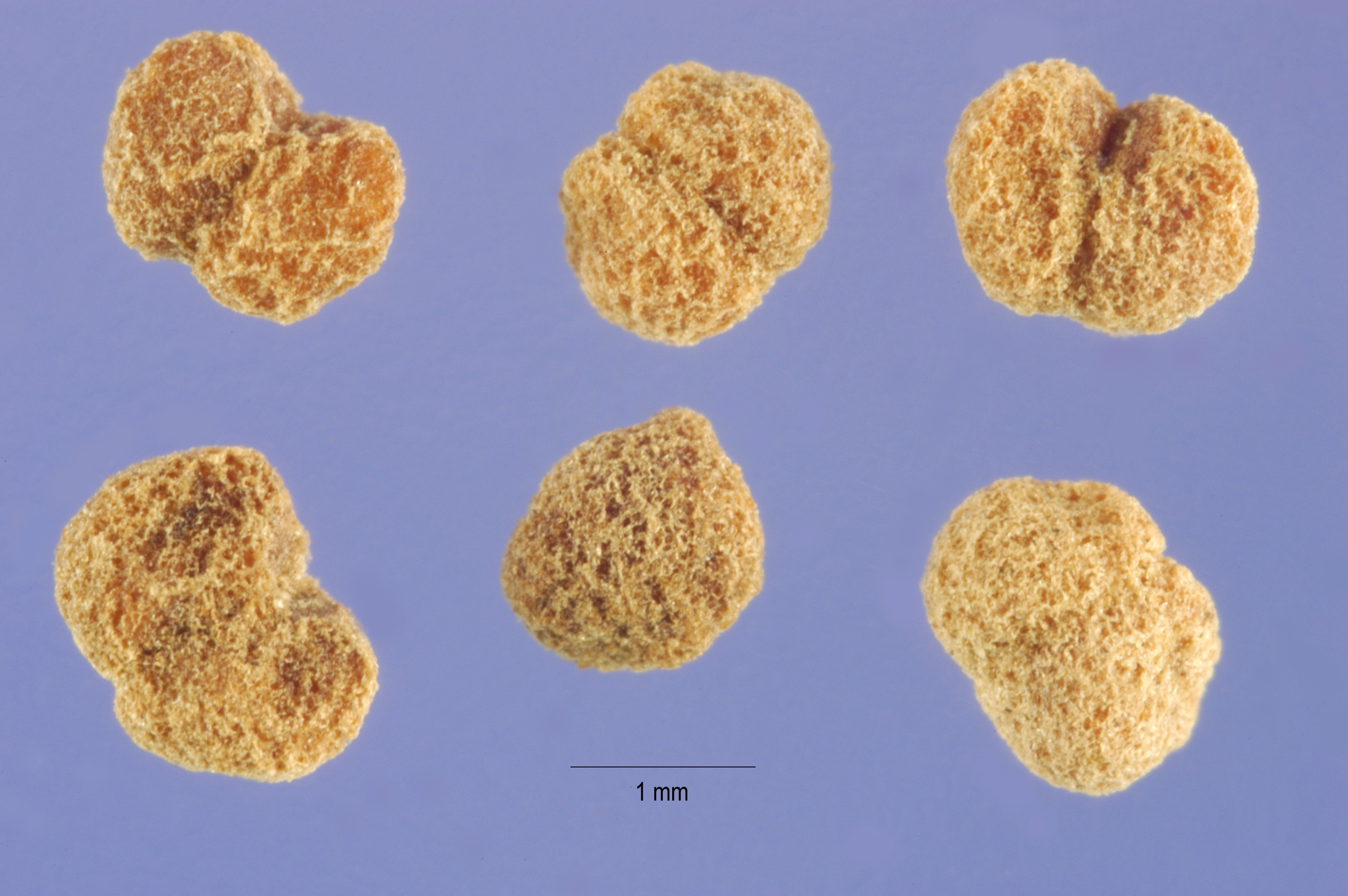
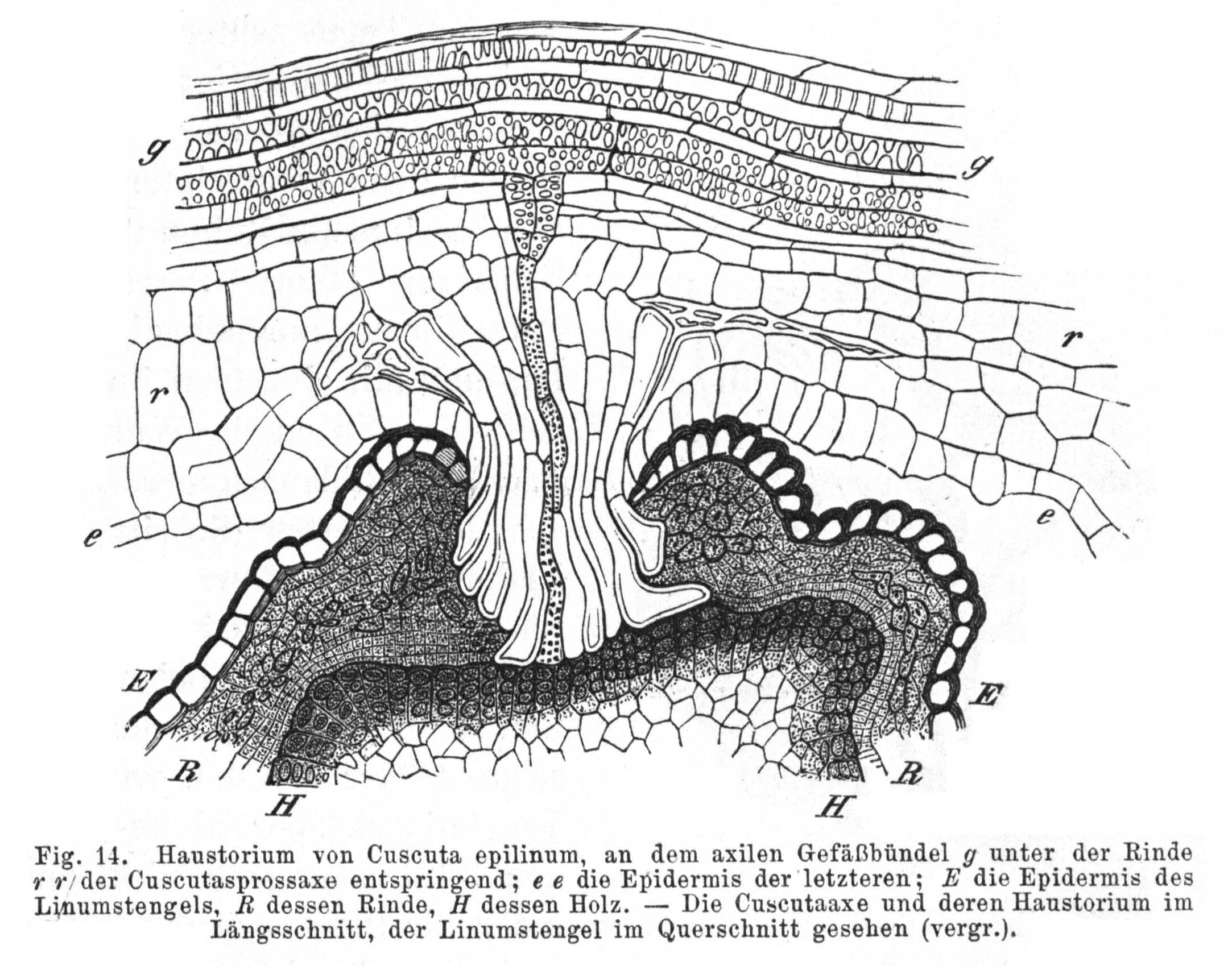
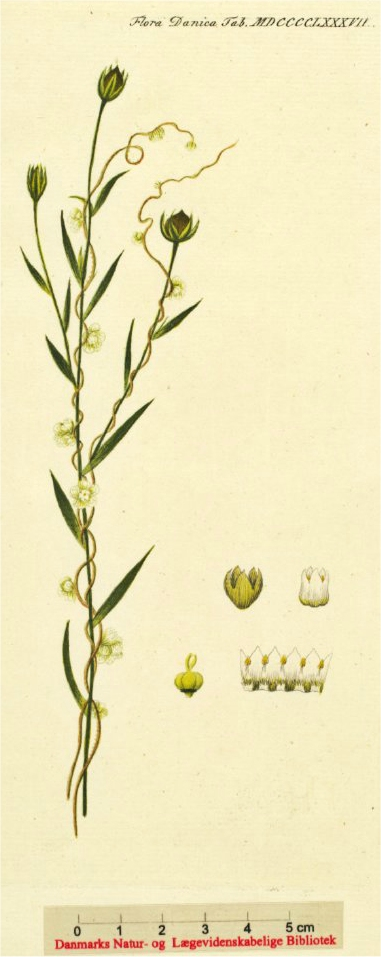
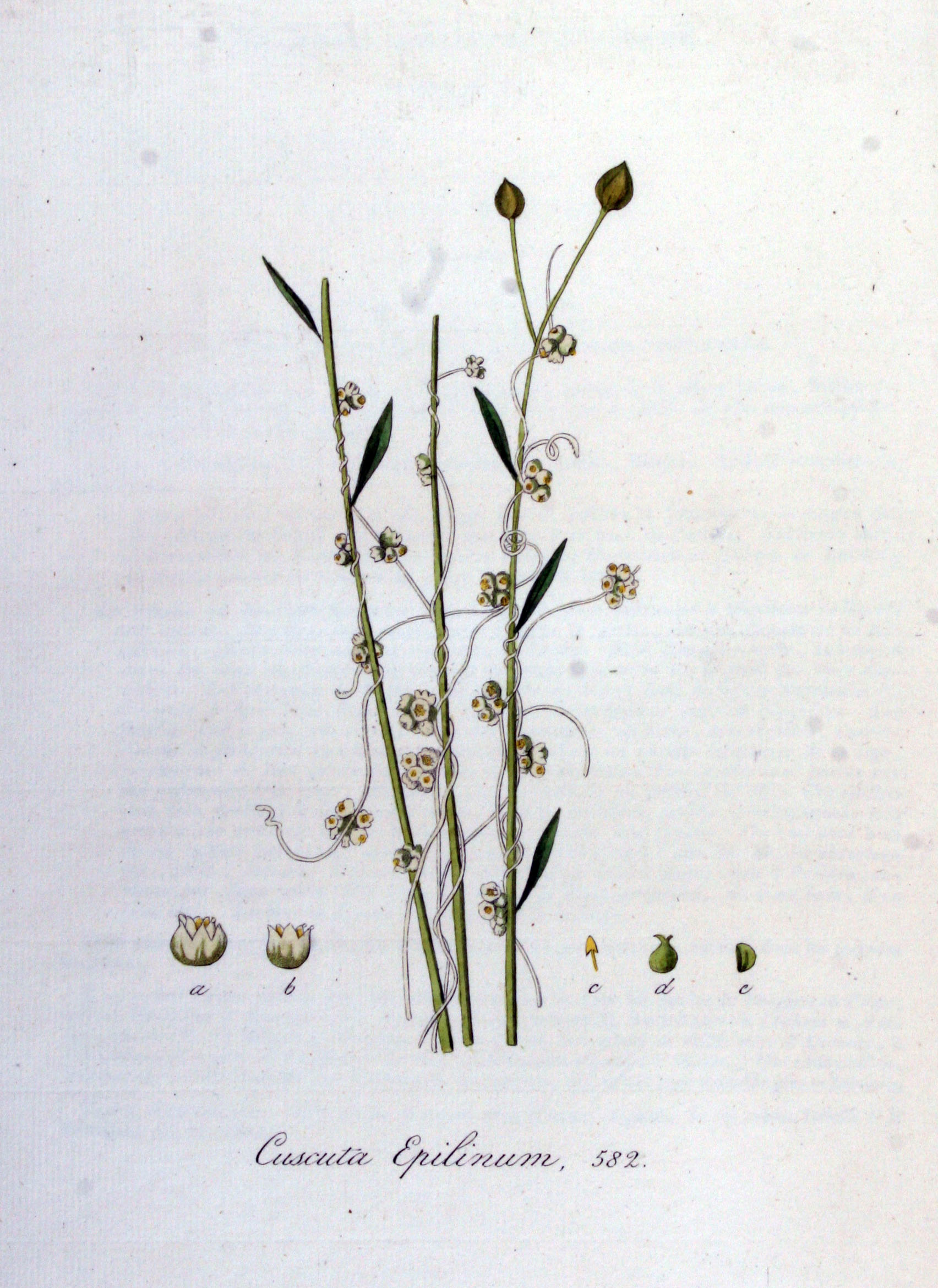